# Jacques de Féraudy
Marie Pierre Jacques de Féraudy (1 de septiembre de 1886 – 5 de febrero de 1971) fue un actor y guionista de nacionalidad francesa. 

## Biografía
Nacido en París, Francia, era el hijo del también actor Maurice de Féraudy.
Actuó en un total de 36 filmes franceses. Los primeros de ellos, rodados en la época del cine mudo, fueron principalmente cortometrajes, iniciándose su filmografía con dos títulos dirigidos por su padre. Tras la llegada del cine sonoro su filmografía tuvo dos períodos de mayor actividad, uno entre 1933 y 1936 y otro entre 1950 y 1956, este último con varias producciones dirigidas por Sacha Guitry. Además de actor, Féraudy escribió el guion de cuatro cintas y dirigió otras tres.
Como actor teatral destaca su participación, junto a su padre, en la pieza de Octave Mirbeau Le Foyer, representada en 1908.
Jacques de Féraudy falleció en Draveil, Francia, en 1971.

## Filmografía completa

### Actor
| - 1908 : Simple histoire, de Maurice de Féraudy - 1909 : Georgette, de Maurice de Féraudy - 1912 : La Vieille Cousine - 1912 : Le Bonhomme jadis, de Émile Chautard - 1913 : Marions-nous - 1913 : L'Extra - 1913 : Cœur d'artiste - 1914 : La Main leste - 1914 : Les Lauriers d'un autre - 1914 : Edgar et sa bonne - 1916 : L'Ambition de Suzon - 1917 : L'Âpre lutte, de Robert Boudrioz y Jacques de Féraudy - 1919 : Son aventure, de René Hervil - 1920 : Zon, de Robert Boudrioz - 1921 : Toute une vie, de Henry de Golen - 1922 : Sans fortune, de Geo Kessler - 1922 : L'Âtre, de Robert Boudrioz - 1923 : Ce pauvre chéri, de Jean Kemm - 1923 : Le Doute, de Gaston Roudès - 1933 : Les Surprises du sleeping, de Karl Anton - 1933 : L'Ami Fritz, de Jacques de Baroncelli | - 1934 : Un de la montagne, de Serge de Poligny - 1934 : Fedora, de Louis J. Gasnier - 1934 : L'École des contribuables, de René Guissart - 1935 : Martha, de Karl Anton - 1935 : La Famille Pont-Biquet, de Christian-Jaque - 1936 : La Chanson du souvenir, de Serge de Poligny y Douglas Sirk - 1950 : Le Trésor de Cantenac, de Sacha Guitry - 1951 : Adhémar ou le jouet de la fatalité, de Fernandel - 1951 : Deburau, de Sacha Guitry - 1951 : Caroline chérie, de Richard Pottier - 1951 : La Poison, de Sacha Guitry - 1952 : La Demoiselle et son revenant, de Marc Allégret - 1954 : Si Versailles m'était conté..., de Sacha Guitry - 1955 : Marianne de ma jeunesse, de Julien Duvivier - 1956 : Si Paris nous était conté, de Sacha Guitry |

### Guionista
- 1927 : Fleur d'amour, de Marcel Vandal
- 1933 : L'Homme mystérieux, de Maurice Tourneur
- 1939 : Eusèbe député, de André Berthomieu
- 1939 : Le Père Lebonnard, de Jean de Limur

### Director
- 1917 : L'Âpre lutte, corto dirigido junto a Robert Boudrioz
- 1922 : Molière, sa vie, son œuvre
- 1923 : Du crépuscule à l'aube

## Teatro
- 1907 : Marion de Lorme, de Victor Hugo, Comédie-Française
- 1908 : Le Foyer, de Octave Mirbeau y Thadée Natanson, Comédie-Française
- 1910 : Les Marionnettes, de Pierre Wolff, Comédie-Française
- 1919 : Souris d'hôtel, de Marcel Gerbidon, Teatro Femina
- 1934 : L'École des contribuables, de Louis Verneuil y Georges Berr, Teatro Marigny
- 1935 : Les Fontaines lumineuses, de Georges Berr y Louis Verneuil, Théâtre des Variétés
- 1937 : Pamplemousse, de André Birabeau, Teatro Daunou, Teatro des Célestins
- 1950 : Deburau de Sacha Guitry, escenografía del autor, Théâtre du Gymnase Marie-Bell